# Ляохъска равнина
Ляохъската равнина (Южноманджурска низина) (на китайски: 辽河平原) e равнина в Североизточен Китай, в провинции Ляонин и Дзилин и автономен регион Вътрешна Монголия, явяваща се южно продължение на разположената на север обширна равнина Сунляо. Дължина от север на юг – 360 km, ширина – до 120 km. Основната част на равнината е изградена от алувиалните наноси на река Ляохъ, а участъкът по крайбрежието на Ляодунския залив на Жълто море – от морски седименти. Към заливните и надзаливни тераси на река Ляохъ се присъединяват предпланински наклонени равнини, изградени от мощни делувиални шлейфове в подножията на планината Жъхъ (на запад) и Манджуро-Корейските планини (на изток). В пределите на равнината се издигат изолирани остатъчни възвишения с височина до 580 m (връх Дахъшан). Климатът е мусонен с умерено студена зима и горещо и дъждовно лято. Годишната сума на валежите е в порядъка на 600 – 700 mm. Големи части от равнината са земеделски усвоени, като се отглежда гаолян, соя, чумиз. Естествената растителност, представена от сухи степи върху светло-кестеняви почви, почти не се е съхранила. Ляохъската равнина е гъсто населена. Най-големите градове са Шънян, Аншан, Фушун, Чанчун и др.